# خورش خلال بادام

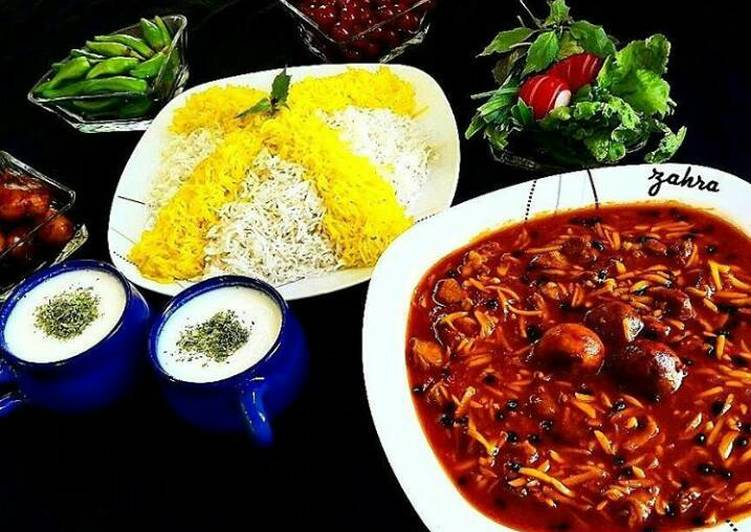
خورش خلال بادام

خورش خلال بادام یک خورش است که در منطقۀ کرمانشاه پخته می‌شود این خورش از بادام‌های خلال شده به همراه گوشت، زرشک سیاه، زعفران، گلاب، دارچین و لیمو عمانی تهیه می‌شود و کرمانشاهی‌ها در تهیه آن از روغن کرمانشاهی استفاده می‌کنند.

## روش پخت
گوشت گوسفندی حتماً ریز و انگشتی خُرد می‌شوند. بهتر است گوشت خورش زیاد باشد. (۱۰۰ گرم گوشت به ازای هر نفر) به آن‌ها زرد چوبه و کاری زده می‌شود و با پیاز داغ و رب تفت داده می‌شود. سپس خلال‌ها (۵۰ گرم به ازای هر نفر) که در گلاب و زعفران خوابانده شده‌اند و لیمو عمانی (۱ عدد برای هر نفر) را با آن تفت داده شده و کمی آب اضافه می‌شود تا بپزد. کمی زعفران حل‌شده در آب طعم دلنشینی به آن می‌دهد. کمی قبل از کشیدن، زرشک تفت داده شده اضافه می‌شود تا رنگ خورش را خراب نکند. در آخر نمک به اندازۀ کافی اضافه می‌شود و پس از جا افتادن قابل استفاده است.